# Allactaga bullata
Allactaga bullata — вид гризунів родини Dipodidae. Зустрічається в Китаї та Монголії. Його природні середовища проживання — луки помірного поясу та пустеля помірного поясу.

## Морфологічні особливості
Allactaga bullata досягає довжини голови й тулуба від 11,5 до 14,5 сантиметрів з довжиною хвоста від 16,5 до 20,0 сантиметрів і вагою від 80 до 93 грамів. Довжина задньої лапи 56–62 міліметри, довжина вуха 31–38 міліметрів. Шерсть на спині та зовнішня сторона стегон сіро-пісочного кольору, причому остання має чітку темну смугу, що проходить через стегна у верхній половині. Черево, передні ноги, внутрішня сторона задніх ніг і нижня губа білі. Хвіст має добре розвинений пучок волосся.

## Спосіб життя
Allactaga bullata веде нічний спосіб життя і живе в сухих і піщаних, відкритих пустельних і напівпустельних районах з рідкісною рослинністю з солелюбних трав і пустельних чагарників. Харчується зеленими частинами рослин, такими як листя та паростки, а також корінням, насінням трав і комахами, особливо жуками та кониками. Тварина живе поодинці в простій норі, яка може досягати довжини 60 сантиметрів і містить гніздову камеру. Тварини дають потомство один чи два рази на рік у період з травня по серпень, виводок складається з одного-трьох дитинчат.